# Catherine Samba-Panza
Catherine Samba-Panza, född 26 juni 1954 i Fort Lamy i Franska Ekvatorialafrika (i nuvarande Tchad), är en centralafrikansk politiker. Hon var Centralafrikanska republikens interimspresident mellan 23 januari 2014 och 30 mars 2016 då hon efterträddes på posten av Faustin-Archange Touadéra. Hon var landets första kvinnliga statschef och efterträdde Michel Djotodia, som avgick efter en kupp. Samba-Panza var tidigare borgmästare i landets huvudstad Bangui sedan maj 2013. Hon är politiskt obunden.

## Tidigt liv och utbildning
Samba-Panza föddes den 26 juni 1954 i Fort Lamy i Tchad. Hennes mor var från Centralafrikanska republiken och hennes far från Kamerun. Hon flyttade till Centralafrikanska republiken vid 18 års ålder. I Bangui studerade hon företagsrätt och fick sedan utbildning i juridik vid Université Panthéon-Assas. När hon återvände till Centralafrikanska republiken efter sina studier i Frankrike grundade hon ett företag med försäkringsmäklare, men tyvärr fann hon att affärer och att locka till investeringar hade blivit en svår uppgift på grund av korruptionen i landet.

## Politisk karriär

### Borgmästare i Bangui
Samba-Panza utsågs den 14 juni 2013 till borgmästare i Bangui, huvudstaden i Centralafrikanska republiken, av Nationella övergångsrådet (CNT)  under en pågående konflikt i landet.] Hennes utnämning accepterades av båda sidorna i konflikten på grund av hennes rykte om att vara neutral och icke-korrupt, en åsikt som delades av Frankrikes president François Hollande.

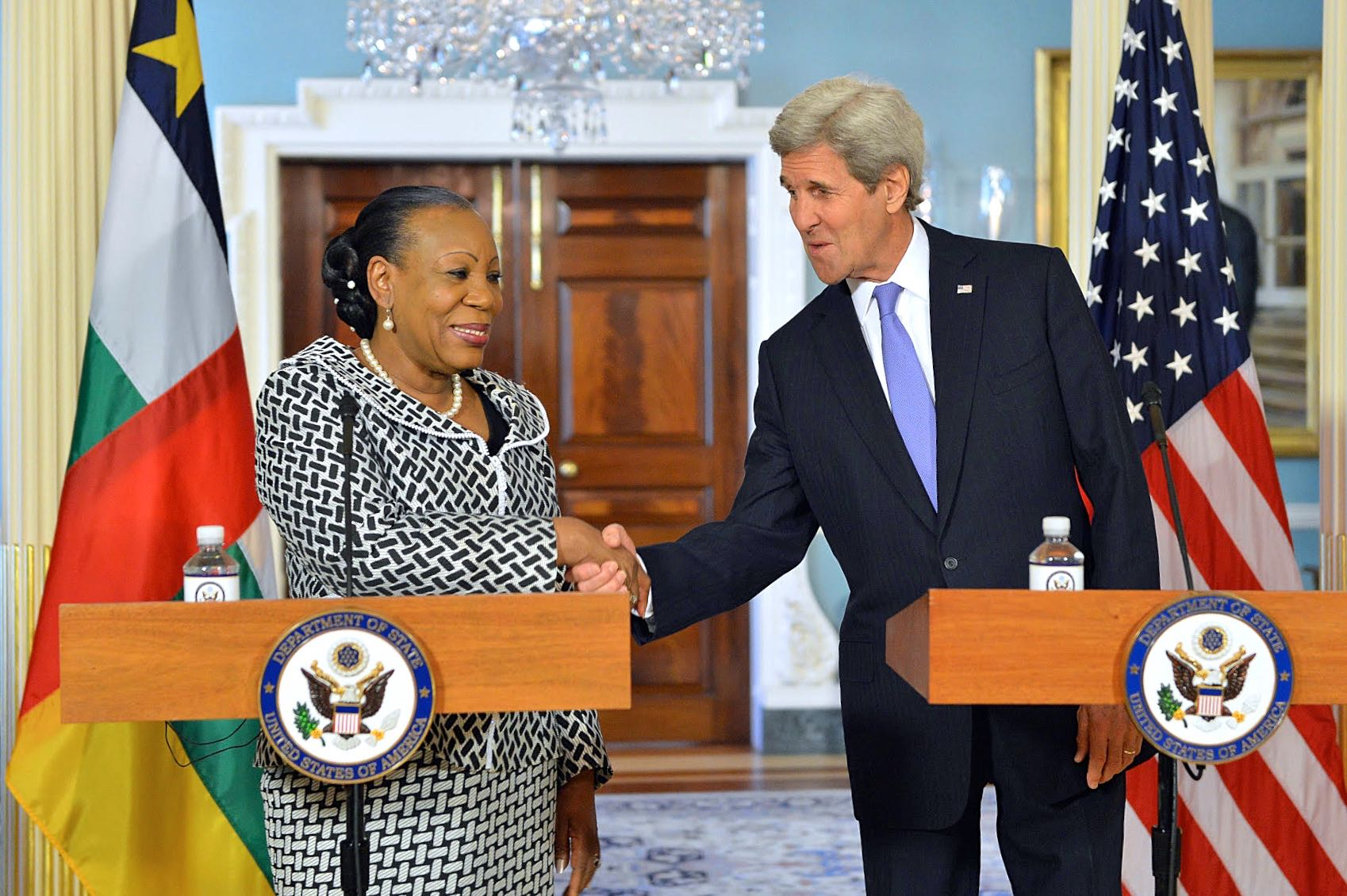
Utrikesminister John Kerry skakar hand med Samba-Panza i samband med en presskonferens i Washington.

### President
Efter Centralafrikanska republikens konflikt under Michel Djotodias administration och president Djotodias avgång efter det toppmöte som Communauté Économique des États de l'Afrique Centrale (CEEAC) hade den 10 januari 2014, tjänstgjorde Alexandre-Ferdinand Nguendet som tillförordnad president tills CNT valde Samba-Panza som interimspresident från en lista med åtta kandidater som var tvungna att bevisa att de inte hade några länkar till vare sig rebellalliansen Seleka eller milisgruppen Anti-balaka.
Samba-Panza svors in som president den 23 januari 2014. André Nzapayeké utsågs till premiärminister. för att tjänstgöra under sin tid. Hon var president under en period som sägs vara laglös, utan fungerande polis eller domstolar. Jämförelser gjordes för att fråga om detta skulle vara "nästa Rwanda;" även om Al Jazeeras Barnaby Phillips föreslog att det bosniska folkmordets efterdyningar kan vara mer lämpliga som jämförelse, när människor flyttade in i religiöst rensade stadsdelar.
Samba-Panza ansåg att fattigdom och ett politiskt misslyckande var orsak till konflikten. Samba-Panza ersatte Nzapayeké (en kristen) som premiärminister med Mahamat Kamoun (en muslim, men utan band till Seleka) i augusti 2014. Eftersom Seleka inte hade några band till Kamoun, hotade de att bojkotta regeringen och hotade också att dra sig ur vapenvilan.
Samba-Panza tjänstgjorde som president från den 23 januari 2014 till den 30 mars 2016 när Faustin-Archange Touadéra svors in som president efter valet 2015–2016. Under sina två år som ledare för övergången hade hon en mycket svår uppgift att få ett slut på månader av sekteristiskt våld som hade slitit hennes land i stycken, och organisera ett nationellt val för att välja en ny president.

### Presidentsvalet 2020
Catherine Samba-Panza meddelade att hon skulle delta i presidentvalet 2020. Hon fick bara 0,9 procent av rösterna i CFAR:s allmänna val 2020–2021.
Valet vanns av den sittande presidenten Faustin-Archange Touadéra.

## Privatliv
Samba-Panza har tre barn. Hon är gift med Cyriaque Samba-Panza, en tidigare tjänsteman i landets regering.